# Lancer de sabot de Pont-Aven
Le lancer de sabot de Pont-Aven, ou lancer du boutou coat (en breton) est un lancer de sabot qui se déroule à Pont-Aven dans le Finistère, en Bretagne.
Le lancer de sabot de Pont-Aven est un jeu breton inscrit à l’Inventaire du patrimoine culturel immatériel en France.

## Historique
Ce jeu est à l’origine une activité de la chapelle Saint-Hervé de Gourin (commune du Morbihan). Aujourd’hui, il perdure à Pont-Aven dans le Finistère. Afin d’en assurer la pérennité, il a même été décidé d’y organiser un championnat du monde de lancer de sabot. C’est ainsi que le jeu se retrouve inscrit sur le Livre Guinness des records. 

## But du jeu
Le jeu du boutou coat consiste tout simplement à lancer un sabot avec le pied. Le joueur a la possibilité de le faire avec ou sans chausson. L’action se déroule sur une aire délimitée de 40 mètres de long et 4 mètres de large. Le marqueur de prise d’élan est un cercle de roue de char à banc. 
Le but du jeu est bien évidemment de lancer le sabot le plus loin possible tout en restant dans l’aire de jeu. 